# Life Racing Engines
Life Racing Engines foi uma equipe de Fórmula 1 que disputou a temporada de 1990 da categoria. Numericamente é a pior equipe que já passou pela Fórmula 1, apesar de muitos especialistas apontarem para outras escuderias, que pelo menos uma vez conseguiram alinhar algum de seus carros no grid, ao contrário da Life, que nunca conseguiu tal feito e dentre as equipes que nunca conseguiram alinhar no grid é a que tem o maior número de tentativas: 14 no total.

## Trajetória

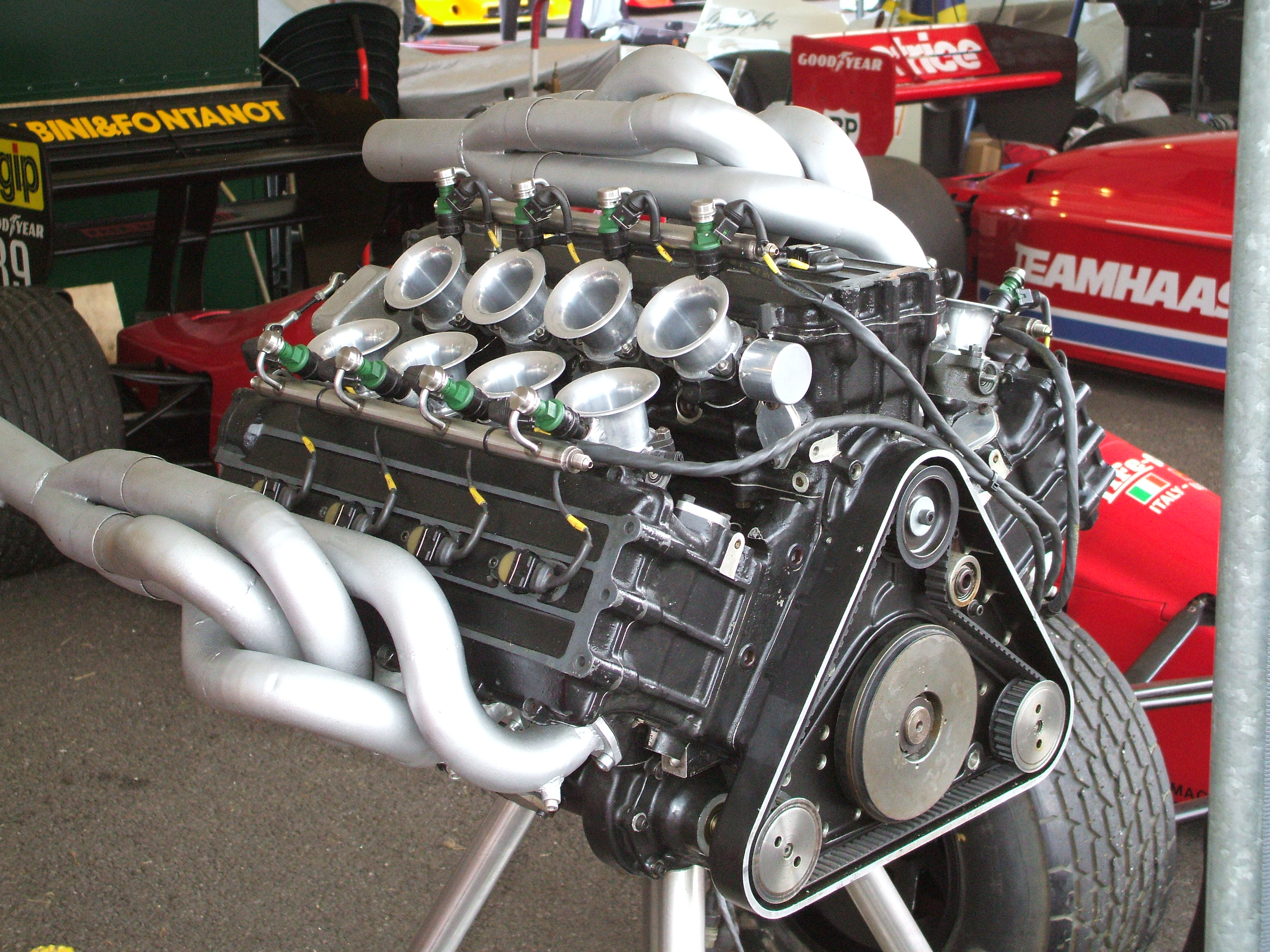
O motor W12, antes do uso do F190 no Festival de Goodwood em 2009.

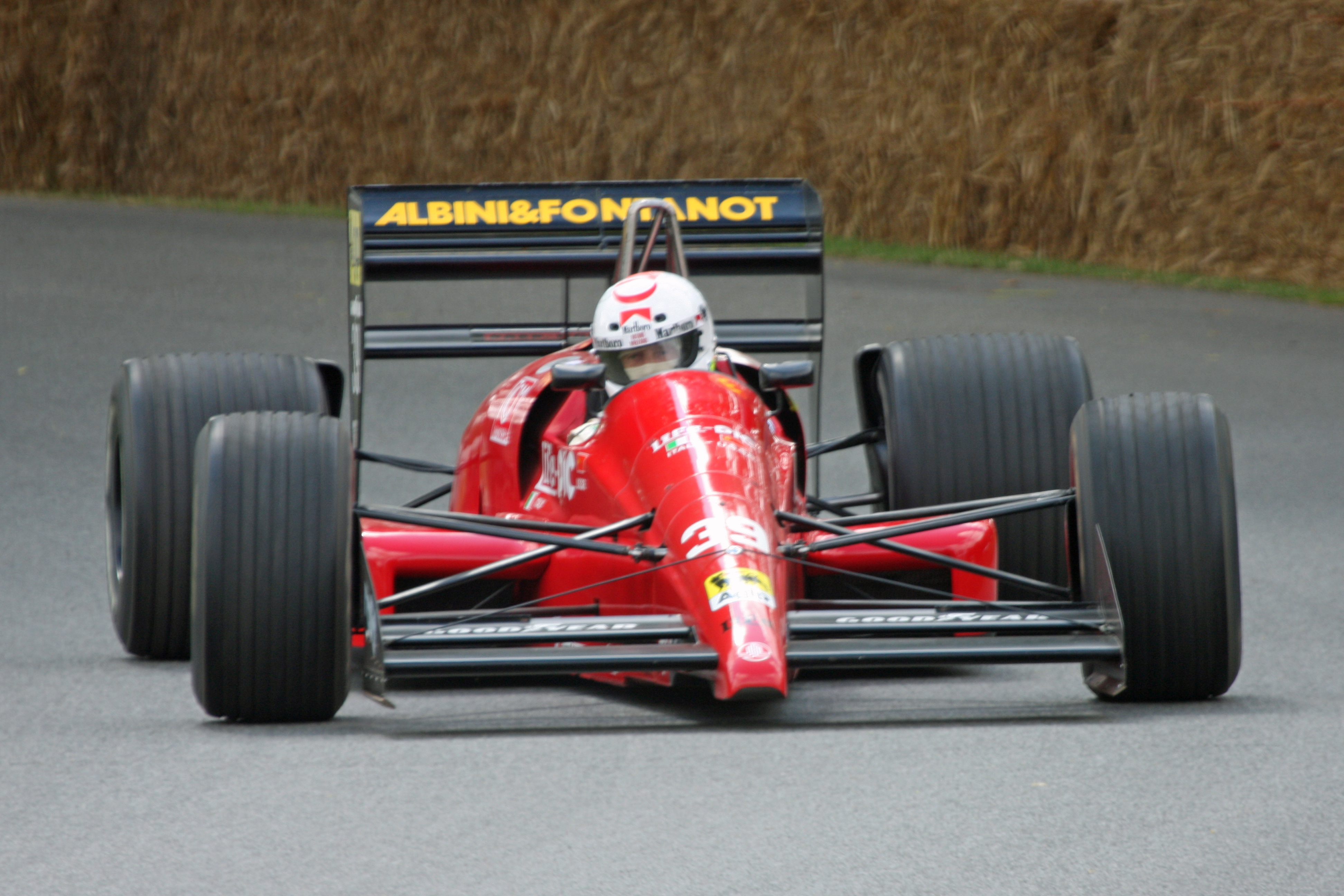
O Life F190, já remodelado, no Festival de Goodwood em 2009.

No início de 1989, o italiano Ernesto Vita financiou o projeto de um motor W12, desenhado pelo ex-engenheiro da Ferrari, Franco Rocchi, e comprou a equipe First para um ex-piloto de Fórmula 1, o italiano Lamberto Leoni, que pretendia entrar na categoria, mas teve o carro, baseado em um projeto do engenheiro brasileiro Ricardo Divila (ex-Fittipaldi, e contratado pela Ligier naquela temporada), recusado pela FIA. O carro foi remodelado e batizado de Life F190.
Em 1990, o australiano Gary Brabham (filho do tricampeão Jack Brabham) foi contratado para pilotar o carro (a equipe adotou uma pintura igual à da Ferrari). Porém, depois de a caixa de ignição quebrar com apenas 3 voltas de pré-classificação nos Estados Unidos e uma parte da suspensão se soltar na saída dos boxes no Brasil (o carro não completou sequer uma volta), Gary deixou a equipe, dizendo que "tudo era uma enorme bagunça".
Vita, então, decidiu procurar um substituto para o australiano. O primeiro a ser contactado foi o alemão Bernd Schneider, ex-Zakspeed, mas ele declarou que não tinha o menor interesse em pilotar um carro tão fraco (embora tivesse recebido um fax pedindo para que visitasse a fábrica). O brasileiro Paulo Carcasci também foi lembrado para a vaga, e embora tivesse ficado agradecido por lembrarem de seu nome, declinou o convite. Rob Wilson, obscuro piloto neozelandês de 38 anos que corria na Barber Saab Pro Series, também teve seu nome cogitado. Franco Scapini, contratado como piloto de testes, não conseguiu tirar a superlicença.
A opção, então, foi contratar o italiano Bruno Giacomelli, que não disputava corridas de F-1 desde 1983 (69 GP's e 14 pontos marcados) e exercia a função de test-driver na Leyton House. Aos 37 anos de idade, ele foi convencido a guiar o carro a partir do Grande Prêmio de San Marino, mas o projeto era mesmo um fracasso total: não se classificou para nenhuma corrida e nas poucas ocasiões em que Giacomelli conseguiu marcar tempo com o L190, mostrou performances lamentáveis: em Ímola, ficou a incríveis 5 minutos, 50 segundos e 737 milésimos do primeiro piloto da fase pré-qualificatória (o francês Éric Bernard, da Lola), pois o carro não saía da terceira marcha, e manteve uma velocidade média de cerca de 35 km/h; em Mônaco, a vinte segundos (embora tivesse dado dez voltas na pista e melhorar bastante o tempo anterior em 27 segundos); em Silverstone, a 19 segundos da pré-classificação. Os carros da Fórmula 3, que também estavam competindo naquele fim de semana, foram apenas três segundos mais lentos. Mesmo depois da troca do motor Life W12 (que tinha aproximadamente 375hp, metade da potência dos Honda), por um Judd V8, a partir do GP de Portugal, o vexame continuou. Os esforços para remodelar a carenagem ao redor do novo motor que não cabia no chassi, não foram inteiramente bem sucedidos (a carenagem saiu voando do carro em sua primeira volta em Estoril) e na Espanha, em sua última tentativa, um novo vexame. Foi a última vez que um carro Life foi visto.
O conjunto era tão ruim, que os tempos obtidos no treino pré-classificatório oscilavam entre 15 e 20 segundos mais lentos que os do melhor colocado na sessão, geralmente um carro da Osella, da AGS ou da Coloni.
Consta que, quando Ricardo Divila viu o desenho do projeto final (totalmente modificado em relação ao proposto inicialmente), ficou horrorizado com os perigos que o carro representava, e insistia, pessoalmente, para que os pilotos contratados se recusassem a pilotá-lo.

## Participação em Goodwood
Em 2009, o Life F190 foi restaurado, assim como o motor W12, e participou do Festival de Velocidade de Goodwood, na Inglaterra, sendo pilotado pelo ex-piloto Arturo Merzario.

## Pilotos
- Gary Brabham - Filho do tricampeão Jack Brabham, Gary participou apenas dos GPs dos EUA e do Brasil, não superando a pré-classificação em ambos. Saiu da Life após a etapa de Interlagos, alegando que "tudo era uma enorme bagunça" na equipe.
- Bruno Giacomelli - Sete anos após sua última participação na F-1 (desde o Grande Prêmio da África do Sul, em 1983), Giacomelli era piloto de teste da Leyton House quando foi contratado para o lugar de Gary Brabham. Assim como o australiano, teve desempenho risível a bordo do F190, e também não passou da pré-classificação em nenhuma das 12 corridas em que foi inscrito.